# 神戸大学大学院農学研究科・農学部
神戸大学大学院農学研究科（こうべだいがくだいがくいんのうがくけんきゅうか、英称:Graduate School of Agricultural Science）は、神戸大学に設置される大学院研究科の一つである。また、神戸大学農学部（こうべだいがくのうがくぶ、英称:Faculty of Agriculture）は、神戸大学に設置される学部の一つである。

## 概要
神戸大学農学部は、兵庫県立の兵庫農科大学を、1966年に文部省の方針で国立に移管して設立された学部である。「農場から食卓まで」をスローガンに、農学の幅広い分野を、世界最高水準で扱っている。

## 沿革
- 1949年 - 兵庫県立農科大学（のちの兵庫農科大学）設立[1]。
- 1966年 - 兵庫農科大学を神戸大学農学部に改組[1]。
- 1967年 - 附属農場を設置[1][2]。
- 1972年 - 大学院農学研究科を設置[1]。
- 1994年 - 大学院農学研究科を大学院工学研究科、大学院理学研究科と統合し、大学院自然科学研究科を設立[1]。
- 2007年 - 大学院自然科学研究科を解体し、大学院農学研究科が独立[1]。

## 学科
- 入学定員160人[3]
  - 食料環境システム学科[3]
    - 生産環境工学コース
      - 地域環境工学プログラム（水環境学、土地環境学、施設環境学、地域共生計画の各教育研究分野）
      - バイオシステム工学プログラム

    - 食料環境経済学コース

  - 資源生命科学科[3]
    - 応用動物学コース
    - 応用植物学コース

  - 生命機能科学科[3]
    - 応用生命化学コース
    - 応用機能生物学コース
      - 研究分野は、環境物質科学、昆虫分子機能科学、昆虫多様性生態学、細胞機能構造学、栽培植物進化学、植物遺伝学、植物栄養学、植物病理学、土壌学

## 著名な出身者

### 政治
- 宮崎雅夫 - 衆議院議員、農林水産大臣政務官、全国土地改良政治連盟顧問
- 加藤章 - 東温市長、元東温市副市長

### 行政
- 秋田潤 - 元財務省名古屋税関長
- 齊藤昭 - 元農林水産省統計部長、元京都大学特命教授

### 経済
- 大隈一裕 - 松谷化学工業研究所所長、日本栄養・食糧学会技術賞
- 末澤壽一 - 元日本ハム社長、元北海道日本ハムファイターズオーナー
- 山谷佳之 - 関西エアポート社長、元オリックス不動産社長

### 研究
- 小原章裕 - 農学、名城大学学長
- 黒川俊二 - 農学、京都大学教授、元日本雑草学会幹事長
- 竹安邦夫 - 生物学、京都大学名誉教授
- 橋谷義人 - 農学、元大阪成蹊女子短期大学学長
- 前野ウルド浩太郎 - 農学、国際農林水産業研究センター研究員、読売文学賞、新書大賞、絲山賞
- 三上文三 - 農学、京都大学名誉教授、農芸化学奨励賞

### 文化
- 江弘毅 - 編集者、神戸松蔭女子学院大学教授
- 佐々木葉二 - ランドスケープアーキテクト、鳳コンサルタント環境デザイン研究所設立者・元所長、元京都造形芸術大学教授

### 芸能
- 佐々木蔵之介 - 俳優、第38回日本アカデミー賞優秀主演男優賞、菊田一夫演劇賞
- 鹿野潤 - 声優
- 谷五郎 - 歌手、タレント、ラジオパーソナリティ
- 藤本信之 - ドラマー、元大阪自由学院校長

### その他
- 早川紀代秀 - 元オウム真理教建設省大臣、坂本堤弁護士一家殺害事件実行犯、死刑